# Kyle Wiltjer
Kyle Gregory Wiltjer (Portland, Oregón, 20 de octubre de 1992) es un baloncestista con doble nacionalidad, canadiense y estadounidense, que forma parte de la plantilla del Reyer Venezia de la Lega Basket Serie A. Con 2,06 metros de estatura, juega en la posición de ala pívot. Es hijo del exjugador canadiense Greg Wiltjer.

## Trayectoria deportiva

### Universidad
Tras disputar en 2011 el prestigioso McDonald's All-American Game, jugó dos temporadas con los Wildcats de la Universidad de Kentucky, en las que promedió 7,3 puntos y 2,8 rebotes por partido. En su primer año con los Wildcats se proclamaron campeones de la NCAA, y al año siguiente fue elegido mejor sexto hombre de la Southeastern Conference.
En 2013 fue transferido a los Bulldogs de la Universidad Gonzaga, donde tras el preceptivo año en blanco por la normativa de la NCAA, jugó otras dos temporadas, en las que promedió 18,6 puntos y 6,3 rebotes por partido, siendo elegido debutante del año en 2015 de la West Coast Conference, e incluido en ambas temporadas en el mejor quinteto de la conferencia. Además, en 2015 fue incluido en el segundo equipo All-American consensuado.

### Profesional
Tras no ser elegido en el Draft de la NBA de 2016, disputó las ligas de verano de la NBA con los Houston Rockets, promediando 8,8 puntos y 4,4 rebotes en los cinco partidos que jugó. El 23 de septiembre firmó contrato por dos temporadas. Debutó en la liga el 28 de octubre, en un partido ante Dallas Mavericks.
El 28 de junio de 2017, Los Angeles Clippers adquirieron a Wiltjer, Patrick Beverley, Sam Dekker, Montrezl Harrell, Darrun Hilliard, DeAndre Liggins, Lou Williams y una primera ronda del draft de 2018 de los Houston Rockets a cambio de Chris Paul. Fue posteriormente despedido por los Clippers, el 15 de julio.
En julio de 2018 se oficializa su fichaje por el Club Baloncesto Málaga.
En la temporada 2019-20, militó en las filas del Turk Telekom de la Super Liga turca, siendo el cuarto máximo anotador de la competición: 18.5 puntos con un más que interesante acierto del 44.3% en triples, 5.9 rebotes y 2.2 asistencias por partido. 
El 12 de julio de 2021 firma por el Lenovo Tenerife de la Liga Endesa por una temporada.
El 2 de octubre de 2022, se marcha a China por una temporada con los Zhejiang Lions de la Chinese Basketball Association (CBA).
En septiembre de 2023 firma por el Reyer Venezia de la Lega Basket Serie A.

### Selección nacional
En 2010, con la selección canadiense, participó en el Campeonato FIBA Américas Sub-18 celebrado en San Antonio y donde ganó el bronce.
Con la selección júnior también disputó el Universiada de 2013.
Ya con la selección absoluta canadiense, en 2015, disputó los Juegos Panamericanos donde ganaron la medalla de plata.

## Estadísticas de su carrera en la NBA

### Temporada regular
| Año     | Equipo  | PJ | PT | MPP | %TC  | %3P  | %TL  | RPP | APP | ROB | TPP | PPP |
| ------- | ------- | -- | -- | --- | ---- | ---- | ---- | --- | --- | --- | --- | --- |
| 2016-17 | Houston | 14 | 0  | 3.1 | .286 | .308 | .500 | .7  | .1  | .2  | .1  | .9  |
| Total   | Total   | 14 | 0  | 3.1 | .286 | .308 | .500 | .7  | .1  | .2  | .1  | .9  |

### Playoffs
| Año   | Equipo  | PJ | PT | MPP | %TC   | %3P   | %TL  | RPP | APP | ROB | TPP | PPP |
| ----- | ------- | -- | -- | --- | ----- | ----- | ---- | --- | --- | --- | --- | --- |
| 2016  | Houston | 1  | 0  | 5.0 | 1.000 | 1.000 | .000 | .0  | .0  | .0  | .0  | 3.0 |
| Total | Total   | 1  | 0  | 5.0 | 1.000 | 1.000 | .000 | .0  | .0  | .0  | .0  | 3.0 |